# 美味夜行侠
《美味夜行侠》（英語：Yummy Man），是浙江卫视制播的明星餐车美食经营实境节目，由尹正、秦霄贤担任常驻嘉宾，于2020年12月10日在浙江卫视首播。

## 播出时间
| 頻道     | 所在地   | 播映日期         | 播出時間            |
| -------- | -------- | ---------------- | ------------------- |
| 浙江卫视 | 中国大陆 | 2020年12月10日－ | 每週四 22:00－23:00 |
| 腾讯视频 | 中国大陆 | 2020年12月10日－ | 每週四 22:30－23:30 |

## 节目列表
| 集数 | 播放日期       | 地点               | 飞行嘉宾                       |
| 1    | 2020年12月10日 | 中国重庆           | 尹天酬、周九良                 |
| 2    | 2020年12月17日 | 中国重庆           | 于正                           |
| 3    | 2020年12月24日 | 中国重庆           | 于正、徐艺洋、张云龙           |
| 4    | 2021年1月7日   | 中国重庆           | 徐艺洋、张云龙、孙如云         |
| 5    | 2021年1月13日  | 中国重庆、海南省   | 徐艺洋、张云龙、孟鹤堂、周九良 |
| 6    | 2021年1月21日  | 中国海南省         | 孟鹤堂、周九良                 |
| 7    | 2021年1月28日  | 中国海南省         | 周九良、韩东君                 |
| 8    | 2021年2月4日   | 中国海南省         | 周九良、韩东君、白冰           |
| 9    | 2021年2月18日  | 中国海南省         | 周九良、白冰、张宥浩           |
| 10   | 2021年2月25日  | 中国海南省、深圳市 | 周九良、白冰                   |
| 11   | 2021年3月4日   | 中国深圳市         | 尹天酬、李斯丹妮、孟佳         |
| 12   | 2021年3月11日  | 中国深圳市         | 李斯丹妮、孟佳                 |